# Горбатий Євгеній Сергійович/Temp

## Життєпис
Євгеній Горбатий народився 10 червня 1993 року у селі Борозенському, Бериславського району на Херсонщині. 2005 року з родиною переїхав до села Вигів на Житомирщині. Активно займався спортом, здобув звання майстра спорту України з жиму лежачи, працював тренером у тренажерних залах Коростеня, охоронником, тілоохоронцем.
У липні 2020 року Євгеній був прийнятий на військову службу за контрактом до Окремого загону спеціального призначення «Азов» Національної гвардії України. Обіймав посаду номера обслуги міномета мінометної батареї, виконував бойові завдання в Операції Об'єднаних сил.
Із початком повномасштабного російського вторгнення Євгеній разом із побратимами брав участь у запеклих боях на підступах до Маріуполя, потім — на його вулицях, а ще пізніше — на території металургійного комбінату «Азовсталь». Йому пощастило пройти крізь усі випробування майже без поранень, проте він дуже надірвав спину і деякий час змушений був лікуватися у імпровізованому шпиталі у бункері «Железяка», бо навіть не міг одягнути бронежилет. Спілкуючись із нареченою Оленою через Інтернет, почав писати, що їй, мовляв, варто готуватися до того, щоб жити далі без нього, їхати за кордон та улаштовувати своє життя. Ще більше тривоги і навіть сварки із нареченою викликали повідомлення, що Євгеній не хоче здаватися у полон і краще підірве себе останньою гранатою… Останнє повідомлення від Євгенія Олена отримала 14 травня — «Дуче» писав, що перейде у інший бункер, де не буде зв'язку, за два дні його командир написав, що із Євгенієм все гаразд.
Між 16 та 20 травня 2022 року за наказом вищого військового керівництва заради збереження життя людей Євгеній вийшов з побратимами з «Азовсталі» та потрапив у так званий «полон за домовленістю». Утримувався на території колишньої Волноваської виправної колонії № 120 в окупованому селищі Молодіжному, що неподалік колишнього адміністративного центру селищної ради Оленівки колишнього Волноваського (нині — Кальміуського) району Донецької області, де окупанти утворили фільтраційну в'язницю.
У ніч на 29 липня 2022 року прийняв мученицьку смерть у полоні внаслідок масового вбивства військовополонених, влаштованого окупантами у колонії в Оленівці.
Після репатріації тіл загиблих у жовтні 2022 року лише у березні наступного року за результатами ДНК-експертизи рідні отримали підтвердження загибелі Євгенія. 24 червня 2023-го солдата Горбатого було поховано з військовими почестями у селі Вигів на Житомирщині.

### Родина
У Євгенія залишилися батьки, наречена, брат і сестри.